# Youngs & Son

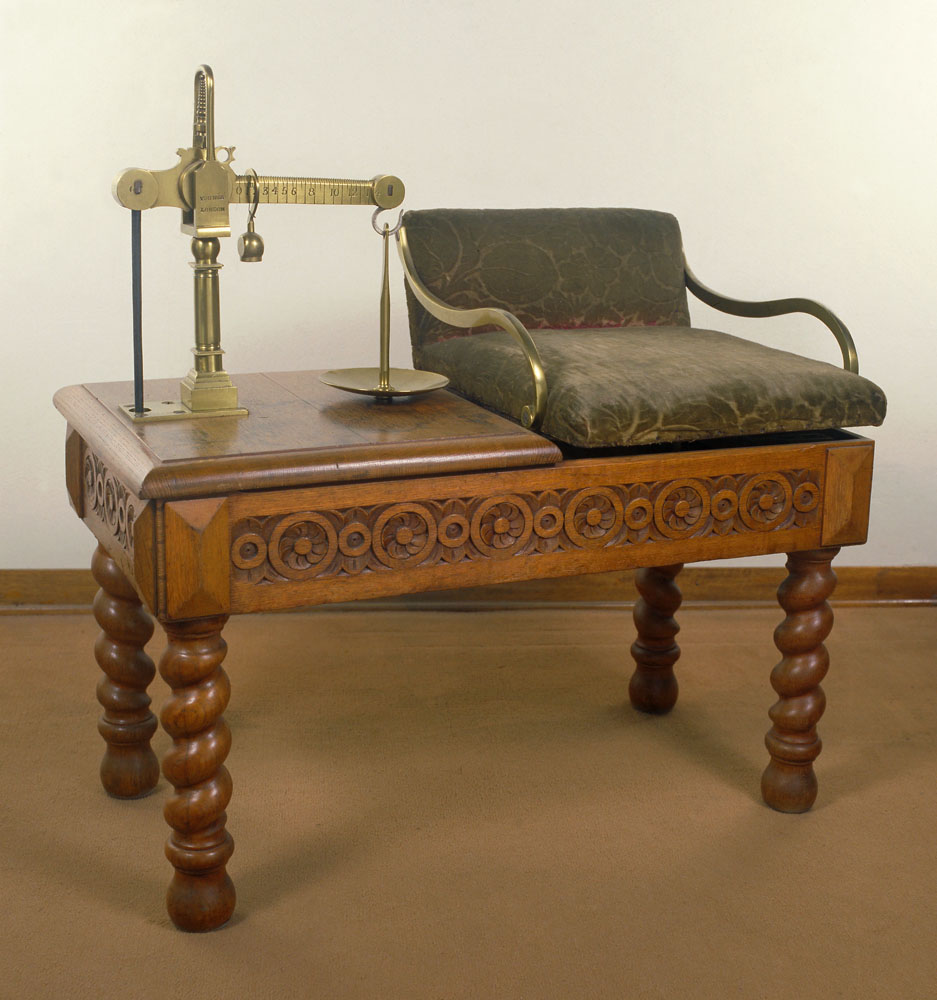
Pesapersone prodotto dalla Youngs & Son, conservato al Museo Galileo di Firenze.

La ditta Youngs & Son è stata una bottega britannica di strumenti scientifici.
Costruttori di bilance, attivi tra il 1812 e il 1901, avevano la sede al n° 5 di Bear Street, Leicester Square, Londra. Costruirono bilance anche per la Regina di Gran Bretagna Vittoria (1819-1901).